# Comissão Feminina Pela Pátria
A Comissão Feminina "Pela Pátria" (1914-1916) foi uma associação e movimento de beneficência exclusivamente feminino, criado por iniciativa de várias ativistas republicanas e feministas, ligadas à organização política da Liga Republicana das Mulheres Portuguesas (LRMP). Tornou-se numa das primeiras instituições organizadas em Portugal com o objetivo de mobilizar as mulheres para o esforço de guerra, através das suas iniciativas que prestavam assistência aos soldados mobilizados para a frente de combate e suas famílias, durante a Primeira Guerra Mundial.

## Descrição
Em 1914, logo após as primeiras notícias de que uma guerra irrompia na Europa, a activista, jornalista e escritora Ana de Castro Osório, juntamente com as professoras e suas colegas militantes feministas da Liga Republicana das Mulheres Portuguesas, Ana Augusta de Castilho, Antónia Bermudes e Maria Benedita Mouzinho de Albuquerque Pinho , sentiram a necessidade de erguer um grupo de mulheres dispostas a fazer algo, caso a guerra chegasse a território nacional ou obrigasse os seus filhos, pais, maridos e irmãos a partir para o combate. Seguindo o exemplo de outras comissões e associações feministas no estrangeiro, criaram a Comissão Feminina Pela Pátria, no prédio onde vivia a família de Ana de Castro Osório, na Rua do Arco do Limoeiro, nº 1, em Lisboa.

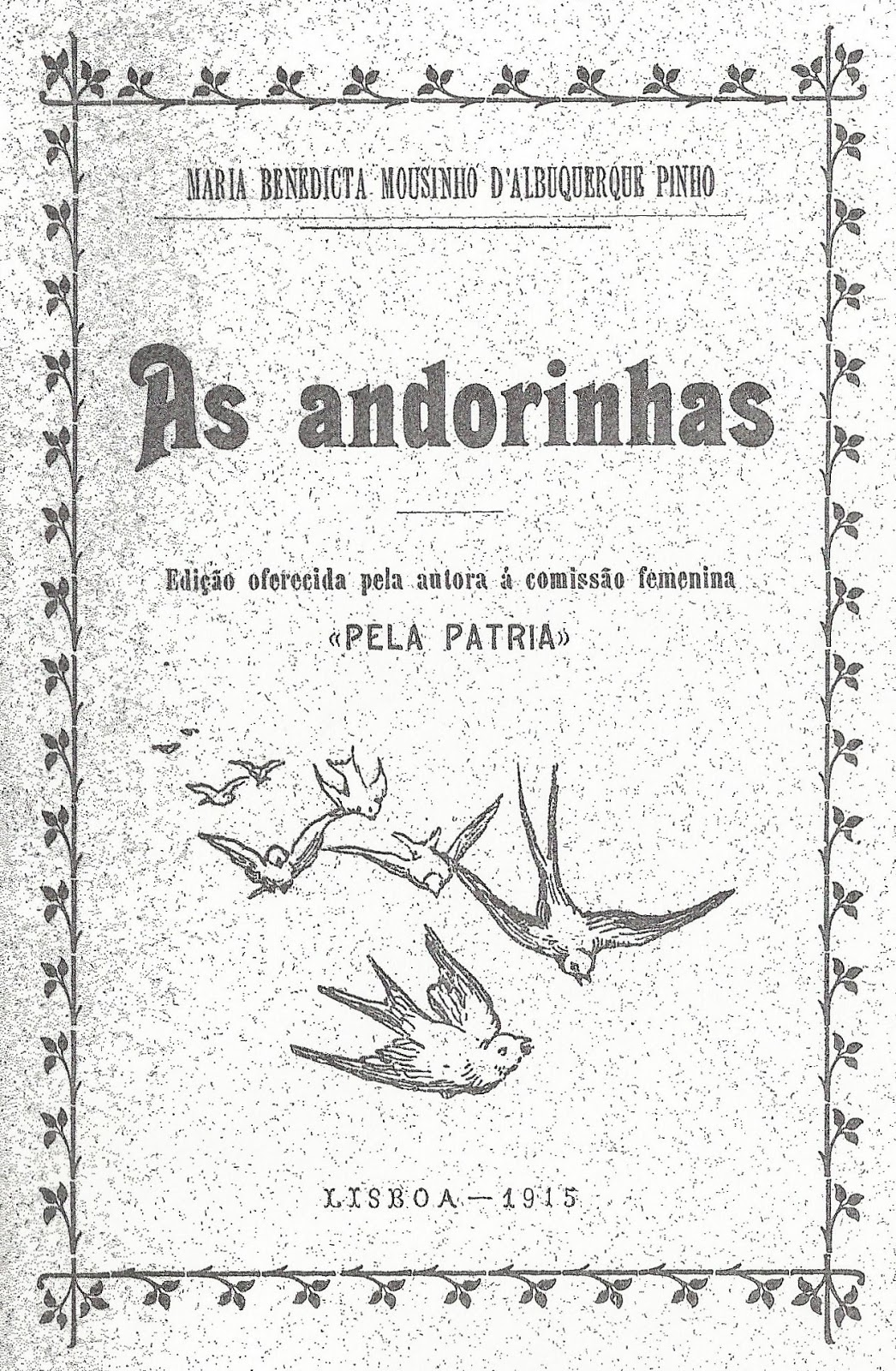
Edição de "As andorinhas", uma coletânea de pequenos contos de Maria Benedita Mouzinho de Albuquerque Pinho, revertendo a receita para a Comissão Feminina "Pela Pátria". (1915)

O seu principal objetivo era o de prestar assistência às comunidades lesadas e devastadas e auxiliar os soldados portugueses e suas famílias, caso Portugal tomasse oficialmente um partido e fosse declarada guerra. Para tal, contava com a participação não só de mulheres da elite republicana portuguesa como também de operárias, enfermeiras, costureiras, e outras voluntárias de diferentes meios e classes, que prestavam o seu serviço, recolhendo donativos e alguns bens como agasalhos ou outras matérias-primas para enviar para a frente de combate na Europa e nas colónias portuguesas em África, que começavam a ser ameaçadas pelas forças germânicas.
Distribuíram panfletos de modo a divulgar a sua causa por todo o país. Escreveram diversos artigos em jornais e revistas da época, apelando ao público e às altas instâncias do governo por ajuda, assim como ainda publicaram discursos, manifestos, livros de contos e outras histórias para angariar dinheiro para a comissão.

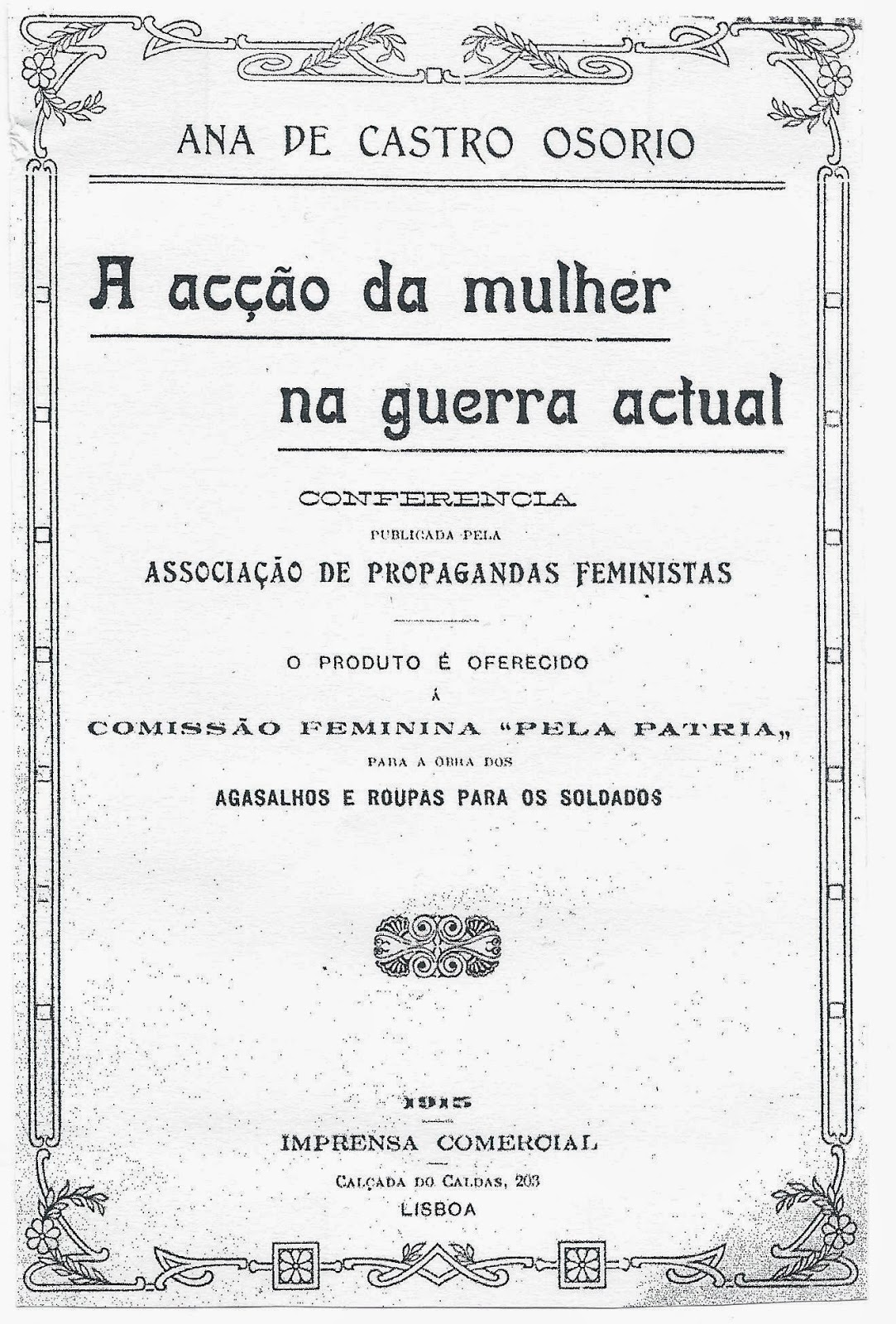
Publicação da conferência de Ana de Castro Osório "A acção da mulher na guerra actual", revertendo a receita para a Comissão Feminina "Pela Pátria" (1915)

No primeiro número da revista feminista "A Semeadora" (1915-1918), Ana de Castro Osório escreveu no manifesto “A Questão Atual – As mulheres e a guerra” que «o futuro está nas mãos das mulheres» e, como tal, para além de contribuírem na construção de um mundo melhor, era necessário que o governo também valorizasse o desempenho e potencial que estas prestavam em serviço da Pátria, sendo elas, sobretudo no esforço de guerra, as responsáveis por exercer alguns dos papeis mais vitais no país, com o seu contributo na agricultura, na indústria, no comércio, na saúde, na educação, na assistência social e até nos serviços de apoio militar, entre tantas outras áreas.
«Nos países em que a guerra chamou os homens à defesa da Pátria, as mulheres têm-se esforçado por substituí-los nos trabalhos, ainda os mais difíceis, com uma serenidade e uma inteligência admiráveis. Esperamos que as mulheres portuguesas igualmente saibam cumprir o seu dever de patriotas, começando por nos auxiliarem no trabalho de dar aos soldados que partem para a guerra a maior soma de conforto que seja possível. De todas as mulheres esperamos o concurso: porque umas nos podem enviar donativos, outras o seu trabalho, para o qual fornecemos o material, outras tão somente a sua propaganda. Tudo é útil neste momento. Seja o que for que nos enviem, tudo se torna em benefício para os soldados portugueses que longe da sua terra vão erguer a bandeira da Pátria e fazê-la respeitar pelo inimigo.» A Semeadora, nº 1 (Lisboa, 8 de Fevereiro de 1915)
Em pouco tempo, a comissão recebeu todo o apoio da Liga Republicana das Mulheres Portuguesas (LRMP) e da Associação de Propaganda Feminista (APF), ambas organizações e movimentos activistas republicanos e feministas das quais as suas fundadoras presidiam e faziam parte.
Em 1916, com a participação oficial das forças militares portuguesas na Primeira Grande Guerra, Elzira Dantas Machado, ao tempo Primeira Dama, viria a remodelar a comissão e fundar a Cruzada das Mulheres Portuguesas, um movimento de beneficência que prestava assistência aos soldados mobilizados para integrar o Corpo Expedicionário Português, e outros serviços às suas famílias, no ramo da educação, formação, saúde e apoio doméstico e social.